# باستون (لینکلن‌شر)
باستون (به انگلیسی: Baston) یک روستا و محله مدنی در بریتانیا است که در South Kesteven واقع شده‌است. باستون ۱٬۴۶۹ نفر جمعیت دارد.